# Carl Josef
Carl Josef (* 14. Januar 2005 in Braunschweig; bürgerlich Carl Josef Statnik) ist ein deutscher Komiker, Schauspieler und Moderator. Bekannt wurde er mit YouTube-Videos und Fernsehauftritten.

## Persönliches
Carl Josef leidet an der muskulären Erbkrankheit Muskeldystrophie Duchenne, die in seinem sechsten Lebensjahr festgestellt wurde. Nach jetzigem Stand der Medizin liegt seine Lebenserwartung nicht über dem Alter von 30 Jahren.
Er lebt bei seinen Eltern in Vechelde-Bettmar. Er hat eine fünf Jahre ältere Schwester und besuchte eine Realschule.

## Künstlerische Laufbahn
Entdeckt wurde Carl Josef durch einen Instagram-Chat mit dem Comedian Jan Overhausen, der seither als sein Mentor gilt. Im Jahr 2019 beschrieb er sein Leben im Rollstuhl bei NightWash. Innerhalb einer Woche erreichte das Video vier Millionen Aufrufe. Daraufhin folgten TV-Auftritte, u. a. bei Luke Mockridges Show Luke! Die Greatnightshow und Genial daneben. Darüber hinaus war Carl Josef beim TV-Comeback von NightWash zusammen mit Atze Schröder auf Sat.1 zu sehen. Sein Debütjahr als Comedian schloss Carl Josef im Dezember 2019 mit einem Auftritt bei Comedy Splash ab, den der Saarländische Rundfunk filmte.
Seine für 2021 geplante und dann wegen der Corona-Pandemie auf 2023 verschobene Solotour The Hype is Wheel wurde aus gesundheitlichen Gründen abgesagt. In seinem Programm behandelt Carl Josef Themen wie den gesellschaftlichen Umgang mit behinderten Menschen und das daraus resultierende Mitleid, was nicht immer erwünscht ist.
Im Herbst 2021 erschien in der ARD-Sendereihe Unser Leben ein Dokumentarfilm mit dem Titel Carl Josef – StandUp im Rollstuhl. Im Oktober 2021 trat er bei der 1LIVE Köln Comedy-Nacht XXL vor 14.000 Gästen in der Lanxess Arena auf. Im Dezember 2021 war Carl Josef „Opfer“ bei Verstehen Sie Spaß?, im Februar 2022 war er Gast bei Hirschhausens Quiz des Menschen. Beim inklusiven Kurzfilmwettbewerb „ganz schön anders“ 2022/2023 war Carl Josef Botschafter und Vorsitzender der Jury.
In der Mini-Serie Club der Dinosaurier (Fernsehserie, 6 Episoden) spielte er den 

## Engagement für Inklusion (Auswahl)
Carl Josef trifft … in seiner Reportagereihe Jugendliche mit und ohne Behinderung, die das gleiche Hobby haben. Gemeinsam mit der Aktion Mensch setzt er sich in Die Außenseiter. Nichts kann uns aufhalten. Außer Bordsteine. für eine inklusivere Gesellschaft ein. Zu sehen sind u. a. Cindy Klink, Freshtorge und Phil Laude. Er war Creator zum Thema Inklusion in der Social-Media-Kampagne WHAT IF…? In 80 Fragen um die Welt der Stiftung Gesunde Erde, gesunde Menschen, die von Eckart von Hirschhausen gegründet wurde.

## Werke (Auswahl)

### Filmografie
- seit 2021: KBV – Keine besonderen Vorkommnisse (Serie bei RTL+, Nebenrolle)[2]
- seit 2021: Carl Josef trifft ... (Reportagereihe ARD, Moderation)[26]
- 2021: Carl Josef – StandUp im Rollstuhl (Dokumentation)[27]
- 2021: Creator bei WHAT IF…? In 80 Fragen um die Welt[25]
- Die Außenseiter. Nichts kann uns aufhalten. Außer Bordsteine. (6-teiligen Mini-Serie)[23]
- 2022: Hirschhausens Quiz des Menschen (Staffel 15, Folge 1)[28]
- 2025: Club der Dinosaurier[29] (Fernsehserie, 6 Episoden)[30]
- 2025: 25 Jahre NightWash - Die große Happy Birthday Show[31]

### Auftritte
- 2019: Comedy Splash[12]
- 2021: 1LIVE Köln Comedy-Nacht XXL[32]
- 2025: 25 Jahre NightWash - Die große Happy Birthday Show[33]

### Bühnenprogramm
- 2020: Carl Josef & Friends (Friends u. a.: Maria Clara Groppler, Jan Overhausen, Negah Amiri, Nikolai Binner)[34]
- The Hype is Wheel